# Верхний Рынок (Саратов)
У́лица Ве́рхний Ры́нок — улица (до 1980 года — площадь) в Саратове. На ней расположено здание правительства Саратовской области.

## Местоположение
Улица Верхний Рынок расположена между улицами Кутякова и Московской и параллельна им. Единственная улица, которую она пересекает — улица Максима Горького. Отходя от неё, она идёт в сторону улицы Радищева и не доходит до неё. Верхний Рынок продолжает улицу Челюскинцев и, по сути дела, является тупиком. Протяжённость улицы — около 315 м.

## История
Верхний Базар, или Торговая площадь, раньше примыкала к Театральной площади. Впервые появилась площадь на генеральном плане 1812 года, утверждённом после пожара 1811 года. В 1818 году в середине площади была построена Сретенская церковь во имя Петра и Павла, вокруг которой вскоре были сооружены деревянные торговые ряды. Площадь была названа в честь базара, располагавшегося на площади. На средства торговцев была возведена часовня во имя Иверской иконы Божией Матери.
Верхний базар функционировал и после революции до 1950-х годов. Затем территорию площади заняли здания Нижневолжского института геологии и геофизики (НВНИИГГ, 1956—1960 годы), и дома Правительства (1975—1980 годы). Церковь Петра и Павла была обезглавлена в 1930-е годы, до сноса при строительстве здания облисполкома в ней располагался весоремонтный завод.